# ميا سميث
ميا سميث (بالإنجليزية: Mia Smith)‏ هي ممثلة بريطانية، ولدت في 13 مايو 1994 في سالفورد في المملكة المتحدة.

## وصلات خارجية
- ميا سميث على موقع IMDb (الإنجليزية)
- ميا سميث على موقع قاعدة بيانات الفيلم (الإنجليزية)